# Patellariopsis
Patellariopsis is een geslacht van schimmels uit de familie Pezizellaceae. De typesoort is Patellariopsis clavispora.

## Soorten
Volgens Index Fungorum telt het geslacht vijf soorten (peildatum februari 2022):
| Soortnaam                                          | Auteur(s)                           | Publicatiejaar |
| -------------------------------------------------- | ----------------------------------- | -------------- |
| Patellariopsis atrovinosa (Hazelaarroetschoteltje) | (A. Bloxam ex Curr.) Dennis         | 1974           |
| Patellariopsis carnea                              | G.W. Beaton                         | 1978           |
| Patellariopsis clavispora                          | (Berk. & Broome) Dennis             | 1964           |
| Patellariopsis dennisii                            | (E. Müll. & Hütter) Schläpf.-Bernh. | 1969           |
| Patellariopsis indica                              | A. Pande                            | 1983           |